# تيم كوكو
تيم كوكو (بالإنجليزية: Tim Coco)‏ هو شخصية أعمال أمريكي، ولد في 30 أبريل 1961 في لورانس في الولايات المتحدة.